# 蒙卡列里城堡
蒙卡列里城堡 (義大利語：Castle of Moncalieri)是位於義大利西北部城市蒙卡列里的一座城堡建築。蒙卡列里城堡是薩伏依王室居所之一，在1997年被列入世界文化遺產名單名單。城堡大約修建於1100年時。